# Ankaranski polotok
Ankaranski polotok (znan tudi kot Miljski polotok, po mestu Milje na severni strani polotoka – zdaj pod Italijo) leži v Tržaškem zalivu med Miljskim in Koprskim zalivom in je najsevernejši del slovenske obale. Končuje se z Debelim rtičem na zahodu, severno od njega v Italiji je Tanki rtič, med njima pa Zaliv sv. Jerneja. Nekje na sredini slemena leži vas Hrvatini, južno pa turistično naselje Ankaran. Veliko je manjših razdrobljenih naselij, kot so Kolomban, Cerej, Lazaret, Fajti, Elerji, Božiči, Premanzan, Lovran in druga.
Narava ter obala v skupni dolžini 6 km (okoli 15 % celotne dolžine slovenske obale) zaživi predvsem poleti, ko jo obišče na tisoče turistov iz Slovenije ter sosednjih držav. Najbolj znani kopališči sta kamp Adria z razvito infrastrukturo (restavracija, bari, tobogan, odprt/zaprt olimpijski bazen, savne, fitnes, solarij, kajak kanu klub ...) in Debeli rtič. Slednji obsega divjo peščeno plažo, mladinsko zdravilišče in urejeno plažo s kampingom, počitniškimi hišicami in restavracijo. 
Resslov gaj je zaščiteno območje okoli Jurjevega hriba (zahodni del polotoka), poimenovano po izumitelju in gozdarju Josefu Resslu. Po gaju je speljana pot v dolžini 600 m, ob drevesih pa so postavljene table z imeni vrste (naravno rastje Istre). Po hribu Iskra je speljana transverzala, ki se nato nadaljuje preko Hrvatinov v sosednje Škofije in nato v notranjost Slovenije.